# Monocelis subulatus
Monocelis subulatus är en plattmaskart som beskrevs av Levinsen 1879. Monocelis subulatus ingår i släktet Monocelis och familjen Monocelididae. Inga underarter finns listade i Catalogue of Life.